# Bochingen

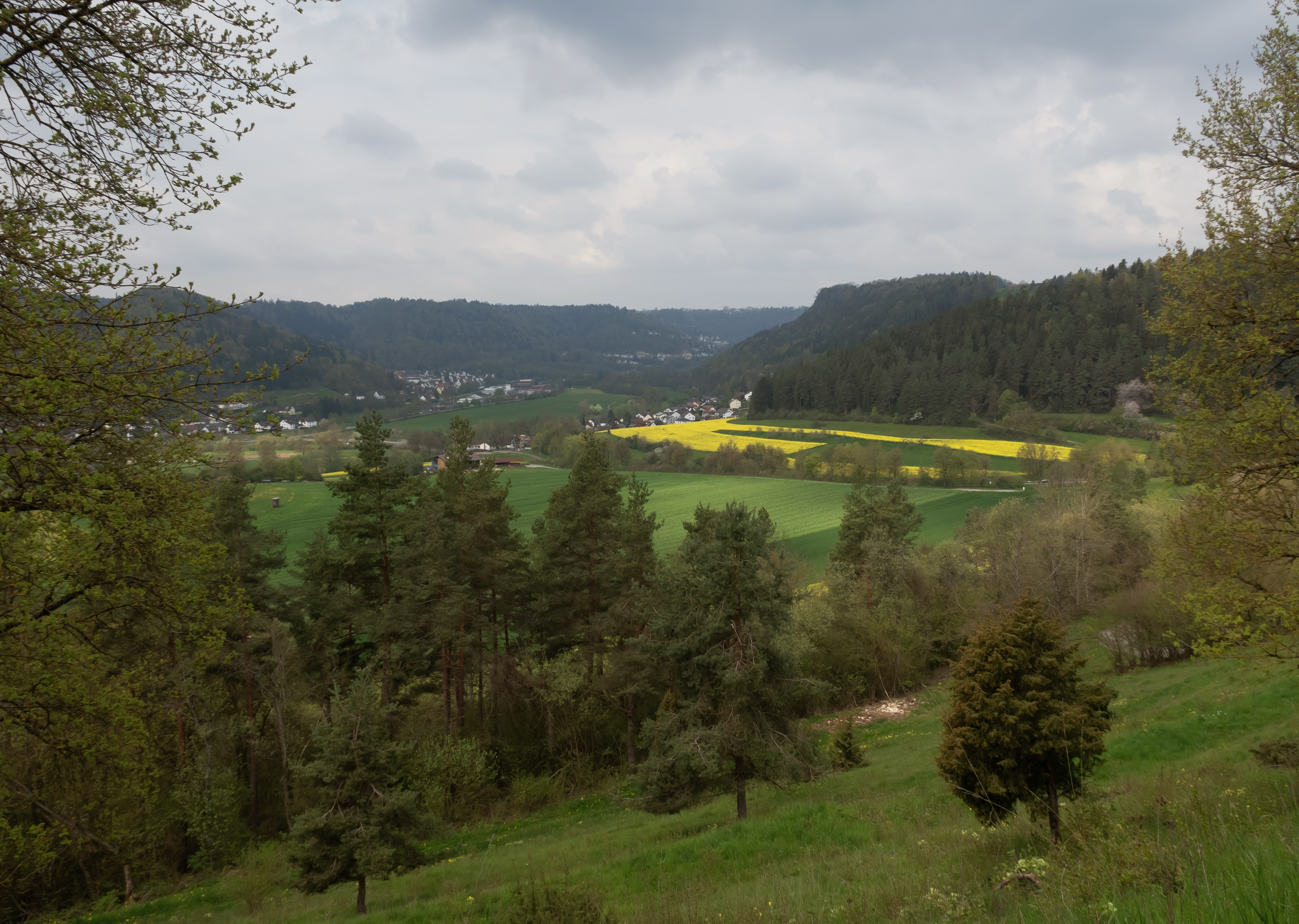
Bochingen, Dorfansicht

Bochingen ist ein Stadtteil von Oberndorf am Neckar im Landkreis Rottweil in Baden-Württemberg mit etwa 1700 Einwohnern.

## Geographie
Bochingen liegt im Unterraum Oberndorfer Gäuplatten des Naturraums der Oberen Gäue, einer altbesiedelten Ackerbaulandschaft um den oberen Neckar zwischen den Naturräumen des Mittleren Schwarzwaldes im Westen und den Keuperrandhügeln des Kleinen Heubergs im Osten, die ein Unterraum des Südwestlichen Albvorlandes sind und deren Bergwaldanstieg weniger als einen Kilometer östlich der Ortsgrenze einsetzt. Der Ort ist etwa drei Kilometer vom Neckartaleinschnitt im Westen entfernt, liegt auf einer Höhe um 590 m ü. NHN und wird  vom Brühlbach entwässert, der zwei Äste gleichen Namens hat, die wenig westlich und wenig nördlich der Ortsgrenze entstehen und sich im südlichen Teil des Ortes vereinen; der so entstandene Bach läuft bald in einem Muschelkalktal südwärts zum den überwiegenden Teil der Gemarkung entwässernden Irslenbach, einem rechten Zufluss des Neckars.
Der Ort steht auf der Lettenkeuper-Auflage (Erfurt-Formation) über dem Oberen Muschelkalk im tieferen Untergrund, in den sich die Täler der beiden genannten Bäche eintiefen und der etwas unterhalb des Brühlbach-Zuflusses zum Irslenbach an dessen rechtem Talhang in einem Steinbruch abgebaut wird. Am Berganstieg zum Kleinen Heuberg im östlichen Teil der Gemarkung um den oberen Irslenbach streicht der noch über dem Lettenkeuper abgelagerte Gipskeuper (Grabfeld-Formation) des Mittleren Keupers aus.
Bochingen ist in Luftlinie etwas über drei Kilometer von der Stadtmitte Oberndorf entfernt und knapp 15 km von der Kreisstadt  Rottweil im Süden. Es wird von der L 415 durchzogen, die, aus der Oberndorfer Stadtmitte kommend, es über den nächsten Stadtteil Boll unmittelbar im Westen erreicht und im Osten nach dem Anstieg zum Kleinen Heuberg über kleinere Orte nach Rosenfeld führt. Wenig nach der Ortsgrenze kreuzt diese Landesstraße sich an der Autobahnausfahrt Oberndorf mit der am Bergfuß verlaufenden A 81. Im Ortsbereich von der L 415 abgehende Kreisstraßen führen nach Sigmarswangen im Norden, Wittershausen im Nordosten und indirekt nach dem Wohnplatz Irslenbach von Oberndorf im Südwesten.
Der ältere Siedlungsteil und heutige Ortskern war ein rundes Haufendorf. Neben diesem entstanden ausgedehnte Neubaugebiete im Westen und Nordwesten sowie ein Gewerbegebiet am östlichen Ortsrand zwischen der K 5502 und der Autobahn.

## Geschichte

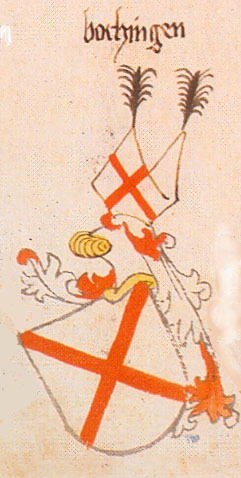
Bochingen, Ingeram-Codex

### Frühzeit
Älteste archäologische Funde weisen auf Lagerstätten von Menschen im Neolithikum (4500–2500 v. Chr.) hin.
Seit ca. 150 bis 250 n. Chr. weist Bochingen römische Besiedlungsspuren auf. In den 1990er Jahren bis 2005 wurde die römische Villa rustica (Bochingen) aus dieser Zeit archäologisch untersucht. Neben Türen und Fenstern sind auch Dachansätze erhalten geblieben. Das Gelände ist heute überbaut. Die Villa lag an der römischen Straße von Rottweil nach Sulz östlich des Ortes, die noch im Mittelalter benutzt wurde. Lediglich das 2005 errichtete Kunstwerk „Fallende Mauer“ des Installationskünstlers Johannes Pfeiffer erinnert heute daran. Einzelfunde sind im Museum im Schwedenbau in Oberndorf am Neckar zu sehen.

### Mittelalter
Das östlich der Straße gelegene Dorf geht dem Ortsnamen nach auf eine Siedlung des 5. oder 6. Jh. zurück. Der Ortsname wurde mit einem Personennamen, vermutlich Bucco – als Bestimmungswort – gebildet. Bachmor bringt den Namen mit dem Abbau von Gestein, dem Pochen, in Verbindung. Hier führt er vor allem den Abbau von Bochinger Keupersand für die Porzellanfabriken in Schramberg und Hornberg an. Die mittelalterliche Siedlung hat sich um die etwas erhöht gelegene Kirche und den Fronhof der Ortsherrschaft entwickelt.
Mit dem Historiker Michael Borgolte kann davon ausgegangen werden, dass Ruthard, dem nach Walahfrid Strabo die fränkische Herrschaft als administrator Alemanniae anvertraut war, mit Klostergründungen in der rechtsrheinischen Ortenau die herrschaftliche Erfassung Alemanniens vom Westen her förderte. Kloster Schwarzach hatte dabei in Bochingen östlich von Oberndorf Besitz. Bochingens erste urkundliche Erwähnung datiert aus dem Jahr 961. Kaiser Otto bestätigt hier einen Tausch zwischen dem Bischof von Chur und dem Kloster Schwarzach. Dabei übergab das Kloster dem Bischof seinen Besitz in dem Ort Bochingen in der Grafschaft Baar (in comitatu Bara in loco Bochinga). Die Bochinger Ortsadligen waren demnach vermutlich zunächst churische Ministerialen. Die grundherrlichen Rechte im Ort scheinen im Hochmittelalter großenteils an die ortsadeligen Ministerialen übergegangen zu sein. Durch Schenkungen und Verkäufe gelangten Güter nicht nur in den Besitz der Klöster Alpirsbach und St. Blasien, sondern auch an Oberndorfer Bürger. Im Hochmittelalter wird Bochingen im Zusammenhang mit dem Kloster St. Blasien genannt. Im Liber constructionis monasterii ad St. Blasium ist von Lutholdus presbyter de Bochingen zu lesen, der sich in das Kloster zurückzog. Erste sichere Belege für einen Ortsadel gibt es erst gegen Ende des 11. Jh. in Zusammenhang mit der Gründung der Klöster St. Georgen und Alpirsbach. Die Oberndorfer Frauenklöster und die Klause dort sowie die Klause im Ort selbst kamen während des Spätmittelalters zu Besitz.
Offenbar saßen die Ortsadligen auf der in der Oberamtsbeschreibung erwähnten mit Graben umgebenen Burg, die im südlichen Teil des Orts stand. Nach Bachmor entstand an deren Stelle der sogenannte Schlossbauernhof. Die Familie war Mitglied der Gesellschaft der Leitbracken, einer Adelsgesellschaft, die in ihren Statuten Regelungen zur internen Friedenswahrung traf.
Seit dem 14. Jh. teilte der Ort das Schicksal der anderen zur Herrschaft Oberndorf zählenden Dörfer. 1363 wird er zum ersten Mal als Bestandteil der Oberndorfer Herrschaft genannt. Bereits Mitte des 14. Jh. ließ sich ein Zweig der Bochinger Familie in Rottenburg nieder, woran dort das sogenannte Bochinger Schlösschen (Tübinger Str. 6) erinnert. Bochingen trat früh die Ortsherrschaft an die Herzöge von Teck ab, wurde 1374 an Hohenberg und von dort 1381 an Österreich veräußert. Formell blieb die Oberhoheit nun bis 1805 bei Österreich. Pfandweise war Bochingen etwa – getrennt von der Herrschaft – seit 1384 in der Hand der Grafen von Sulz, nach der Ächtung Friedrichs von Österreichs 1416 in der Hand der Grafen von Württemberg und 1462 bis zum Tod des letzten Zimmern 1594 in deren Besitz. Erst danach fiel sie an Österreich zurück.
Die bürgerliche Gemeinde unter Vogt und Richter ist erstmals 1415 urkundlich genannt.
In der ersten Hälfte des 17. Jahrhunderts mussten acht Bochinger Bürger in Oberndorfer Hexenprozessen ihr Leben lassen.
In den Jahren 1610–1612 starb ein Drittel der Bochinger Einwohner an Pest und Blattern. Eine ebenso hohe Zahl der Opfer brachte das Jahr 1835, in dem die Hälfte der Bevölkerung starb. 1693 kamen ebenso viele Bochinger während kriegsbedingter Requisitionen um.
Als Teuerungs- und Hungerjahre ging die Zeit von 1709 bis 1712 in die Geschichte des Ortes ein. Ein totaler Hagelschlag im Jahr 1822 bewegte die Gemeinde dazu jährlich eine feierliche Bittprozession ins Augustinerkloster Oberndorf und nach seiner Aufhebung zur Wolfgangskapelle zu unternehmen. Erst 1785 ereignete sich ein weiterer Hagelschlag.

### Neuzeit
Bochingen kam vom österreichischen Obervogteiamt Oberndorf 1805 an Württemberg, 1807 an das Oberamt Rottweil, 1810 erneut an das Oberamt Oberndorf und 1938 an den Landkreis Rottweil.
Als einziges öffentliches Gebäude bestand im 19. Jh. ein Schulhaus. Die Gemeinde ließ 1808 mit Hilfe der Kirchenpflege ein neues Gebäude gegenüber der Kirche erbauen, das 1851 wesentlich erweitert wurde. 1826 kaufte man ein großes Bauernhaus an, das man zum Rathaus mit Farrenstall und Remise für Feuerlöschgeräte umbaute. Außerdem entstand ein Waschhaus. 1839 kaufte die Gemeinde ein Wohnhaus an und richtete es als Armenhaus ein. Im Jahre 1841 wurde ein Backhaus erbaut. Heute erinnert die Backhausgasse daran. Schließlich folgte 1850 der Erwerb der herrschaftlichen Zehntscheuer. Im Jahre 1895 verlegte man das Rathaus in das Schulhaus. Nach dem Verkauf des alten Rathauses musste man den Farrenstall in die dahinter gelegene Zehntscheuer verlegen. Als letzte Baumaßnahme ist das 1920 erbaute Schafhaus nahe der Trichtinger Straße zu nennen.
Am 1. Januar 1975 wurde die bis dahin eigenständige Gemeinde Bochingen mit der Stadt Oberndorf am Neckar und den Gemeinden Altoberndorf, Beffendorf, Boll und Hochmössingen zur neuen Stadt Oberndorf am Neckar zusammengeschlossen. Aistaig kam am selben Tag hinzu.
Bochingen war Sitz einer Klause der Dominikanerinnen. Sie ist erstmals 1359 nachweisbar. Die letzte Nennung datiert aus dem Jahr 1492. Die Gemeinschaft war den Dominikanern in Rottweil unterstellt. Das Vermögen der Klause ging nach ihrer Auflösung 1492 mit dem bewohnten Haus der Klause an das sogenannte Fabrikgut der Pfarrei Bochingen. Das 1778 abgebrochene Gebäude der Klause stand beim Kirchturm und diente bis dahin als Schulhaus.

## Wappen
Das ehemalige Ortswappen von Bochingen zeigt in Silber einen roten Schragen (nach dem Württembergischen Adels- und Wappenbuch von Alberti „ein rotes Andreaskreuz“).

## Sehenswürdigkeiten

### Kath. Kirche St. Mauritius

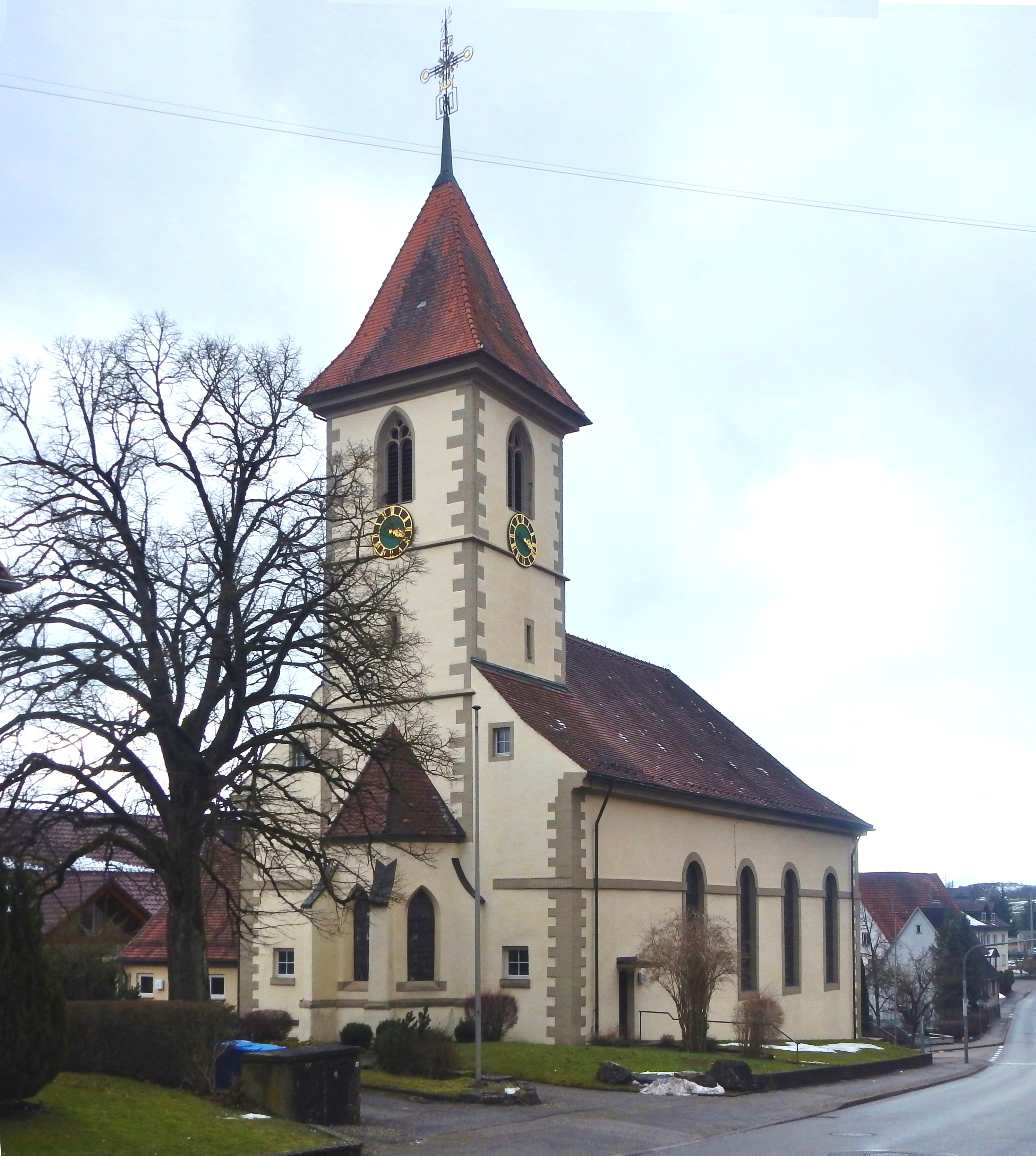
St. Mauritius

Die dem hl. Mauritius geweihte Kirche liegt mitten im Dorf auf erhöhter Stelle. Sie ist kein einheitliches Bauwesen, sondern vereint Spätgotik (Turm und Chor) und Rundbogenstil  (Langhaus). An das schlichte, von Friedrich Bernhard Adam Groß († als Oberbaurath) 1811/12 erbaute Schiff stößt gegen Osten ein alter Turm und hieran eine polygone mit starken Strebepfeilern besetzte Chornische – beide spätgotisch. Der Turm hat vier Stockwerke, im letzten Stock gefüllte Schallfenster und darauf ein spitzes vierseitiges Zeltdach. Der Chor hat ein bemerkenswertes Netzgewölbe. Die Decke des Schiffes ist eben, der Triumphbogen spitz; vom spätgotischen Kirchengebäude ist nur der Turm mit dem Chor erhalten.

### Kapelle St. Wolfgang
Die St.-Wolfgangs-Kapelle in der Kapellenstraße ist älter als die am Türsturz angebrachte Jahreszahl. Sie stand früher im Trichtinger Tal und die über dem Türsturz angebrachte Zahl 1728 gibt wohl das Jahr der Übertragung an den jetzigen Standort an. Das Ösch, auf dem die Kapelle gestanden hatte, heißt heute noch St. Wolfgang und ist Gemeindefeld des Ortsteils Trichtingen von Epfendorf. Infolge eines langjährigen Prozesses zwischen den Gemeinden Trichtingen und Bochingen wurde die Kapelle Trichtingen zugesprochen. Das ehemalige Grundstück fiel dem Bau der Autobahn zum Opfer. Zur Zeit des Pfarrers Franz Sales Dreher (1887–1897) fanden – einem Gelöbnis der Gemeinde wegen, das sie zur Abwendung von Hagel 1722 abgelegt hatte – am Tag des hl. Markus, in der Bittwoche und am Antoniustag Bittgänge zum Augustinerkloster Oberndorf und nach dessen Aufhebung zur Kapelle statt. Seit 1853 wird jährlich am Namenstag des hl. Wolfgang eine Messe in der Kapelle gelesen. Bis zum Jahr 1893 war die St.-Wolfgangs-Kapelle wohl Eigentum der bürgerlichen Gemeinde, heute ist sie Besitz der Kirchengemeinde. Der Schriftsteller und Dichter Egon Rieble bezeichnete das Tafelbild „Der Gang nach Emmaus“ der Kapelle als Schmuckstück. Ursprünglich war das Bildnis Teil des Kapellengestühls.  Das Bild dürfte seinem Stil entsprechend mit dem Bau der zweiten Kapelle entstanden sein. Die Kapelle ist nicht frei zugänglich.
Von 2011 bis 2013 wurde die Kapelle außen restauriert. Seit 1971 ist sie in das Denkmalbuch des Landes Baden-Württemberg eingetragen.

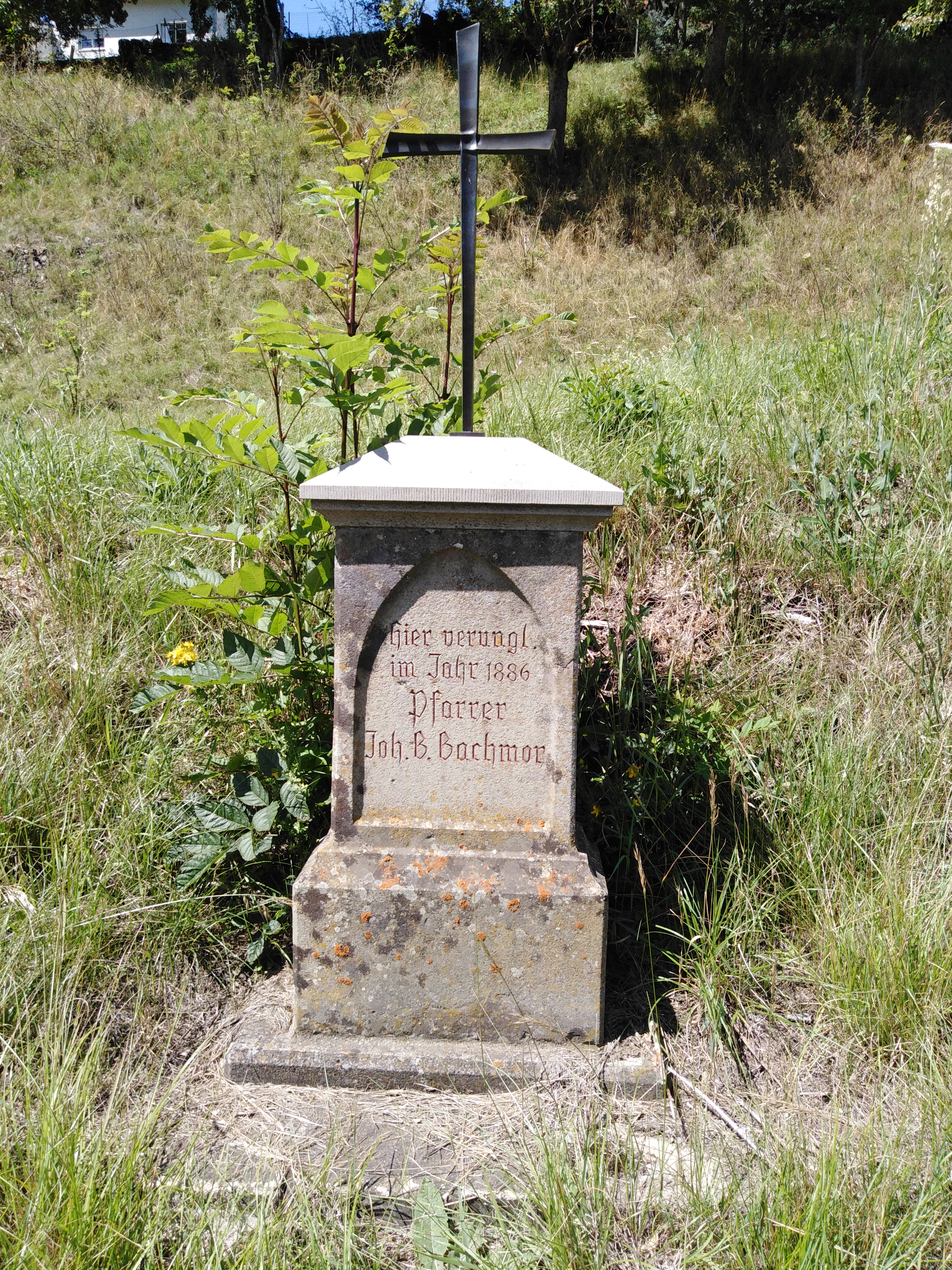
Oberndorf Gemarkung Boll Steigstraße - Unglücksstelle Pfarrer Bachmor

### Gedenkstein Pfarrer Johannes Baptist Bachmor (1816–1886)
An der L 415 bei Boll an der Steigstraße steht ein 1888 errichteter Gedenkstein. Er erinnert an Pfarrer Johannes B. Bachmor, der am 15. Dezember 1886 an diesem Ort von einem Mühlfuhrwerk überrollt wurde und wenige Tage später starb. Vor seiner Restaurierung im Jahr 1985 trug – nach Pfarrer Franz Sales Dreher – der Gedenkstein eine längere Inschrift in lateinischer Sprache: „Sta viator et memento J. B. Bachmor rev. quondam parochi Bochingensis, qui hic loci die XV. mensis Decembris anno p. Ch. n. MDCCCLXXXVI per tenebras et tempestatem nocturni iam temporis plaustri rotis oppressus triduo post LXXI annos natus decessit. R. i. P. Stehe still, o Wanderer, und gedenke des hochw. Herrn J. B. Bachmor, Pfarrers zu Bochingen, der hier am finstern und stürmischen Abende des 15. Dezember 1886 von den Rädern eines Lastfuhrwerkes erdrückt 3 Tage später starb im Alter von 71 Jahren. Er ruhe in Frieden !“
Pfarrer Bachmors Grabstein steht auf dem Friedhof Bochingen.
Pfarrer Bachmor hatte die Pfarrei zunächst am 19. April 1850 als Verweser und den 17. Juni 1853 als ständiger Pfarrer übernommen. Geboren den 19. Jan. 1816 in Langenargen legte er 1837 in Stuttgart das Abitur ab und studierte im Wilhelmsstift Tübingen Theologie, bevor er 1841 ins Priesterseminar eintrat. Am 29. August 1842 erhielt er von Bischof Johann Baptist v. Keller die Priesterweihe, kam als Vikar nach Oberteuringen OA Tettnang und als Pfarrverweser in die Pfarreien Wuchzenhofen bei Leutkirch, Tannau und schließlich Bochingen.
Bei seinem Antritt musste er versprechen, den alten gotischen Chor der hiesigen Kirche wieder einzubauen und dem Gottesdienst zu eröffnen, damit die Gemeinde "nicht einen protestantischen Betsaal, sondern eine katholische Kirche habe".
Pfarrer Bachmor machte sich mit der Abfassung der Pfarrchronik von Bochingen um die Geschichte der Pfarrei verdient.

## Regelmäßige Veranstaltungen
- Schwäbisch-alemannische Fasnet
- Biergartenfest am Schafstall. Das 2013 entstandene Fest ist eine zehntägige Veranstaltung im August jeden Jahres mit abwechslungsreichem Musikprogramm, Essen und Getränken. Getragen wird es von Bürgern und Vereinen; Veranstalter ist die Ortsverwaltung Bochingen.[10]

## Tourismus
Bochingen liegt zwischen den Jakobswegen Schwarzwald-Alb: dem Neckar-Baar-Jakobsweg von Horb nach Schaffhausen und dem Kirchbergpilgerweg von Horb nach Rottweil östlich des Neckars.

## Wirtschaft und Infrastruktur
Östlich von Bochendorf wird durch die Firma Gebrüder Bantle GmbH & Co. KG mit Sitz in Bösingen im Tagebau Gipsgestein für die Zement- und Gipsplattenindustrie gebrochen. Das Vogelloch ist außerdem Standort eines Hagebaumarktes. Am Römerhof besteht ein Gewerbegebiet.

## Persönlichkeiten
- Pfarrer Johann B. Bachmor (* 19. Jan. 1816 Langenargen; † 18. Dez. 1886), Verfasser der Pfarrchronik von Bochingen (2. Bde.)[Anm. 1]
- Pfarrer Franz Sales Dreher (* 14. Aug. 1852)
- Fritz Valentin Heim (1873–1931), Ehrenbürger der Gemeinde Bochingen, Hotelier Württemberger Hof in Nürnberg, Stifter eines Bochinger Kinderfestes[13]

## Audiovisuelles Material
- Bürger für Bochingen e. V. (Hrsg.): Bochingen gestern & heute, Göttingen 2016 (DVD) (Quellen, Bilder, Videos)